# Холоменюк Андрій Іванович
Андрій Іванович Холоменюк (нар. 14 листопада 1957, Чернівці) — заслужений художник України, маляр батального живопису. Член НСХУ (1992), головний отаман ЧОКО ВГО КНУ. Син Івана Холоменюка.

## Біографія
Народився у Чернівцях де навчався в місцевій ЗОШ № 5. 1979-го закінчив Інститут прикладного та декоративного мистецтва. 1990—1991 рр. жив та працював у Сіднеї. Брав участь у багатьох виставках в різних країнах світу.

## Твори
Значна кількість творчого доробку перебуває у приватних колекціях. Частина у різних музеях, як-то в експозиції «Хотинської фортеці» чи Академії СБУ.
- «Пісня про Довбуша»
- «Резиденція митрополитів»
- «Хотинська війна 1621 року» (майже 80 полотен)
  - «Герць козацького полковника Михайла Дорошенка з ногайським ханом Кантеміром Мурзою»
  - «Переправа через Дністер»
  - «Нічний бій козаків з турками»
  - «Хотинська битва»
- «Битва під Оршею»
- «Битва під Конотопом»
- «Грюнвальдська битва»
- «Взяття фортеці Дорогичин Князем Данилом Галицьким у 1238 році»
- «Князь Данило Галицький під Дорогичином у 1238 році.»
- «Битва на Синіх Водах, рік 1362.»

та інші.